# اکالیپتوس رستراتا
اکالیپتوس رستراتا (نام علمی: Eucalyptus rostrata) نام یک گونه از سرده اوکالیپتوس است.